# Sybille Volkholz

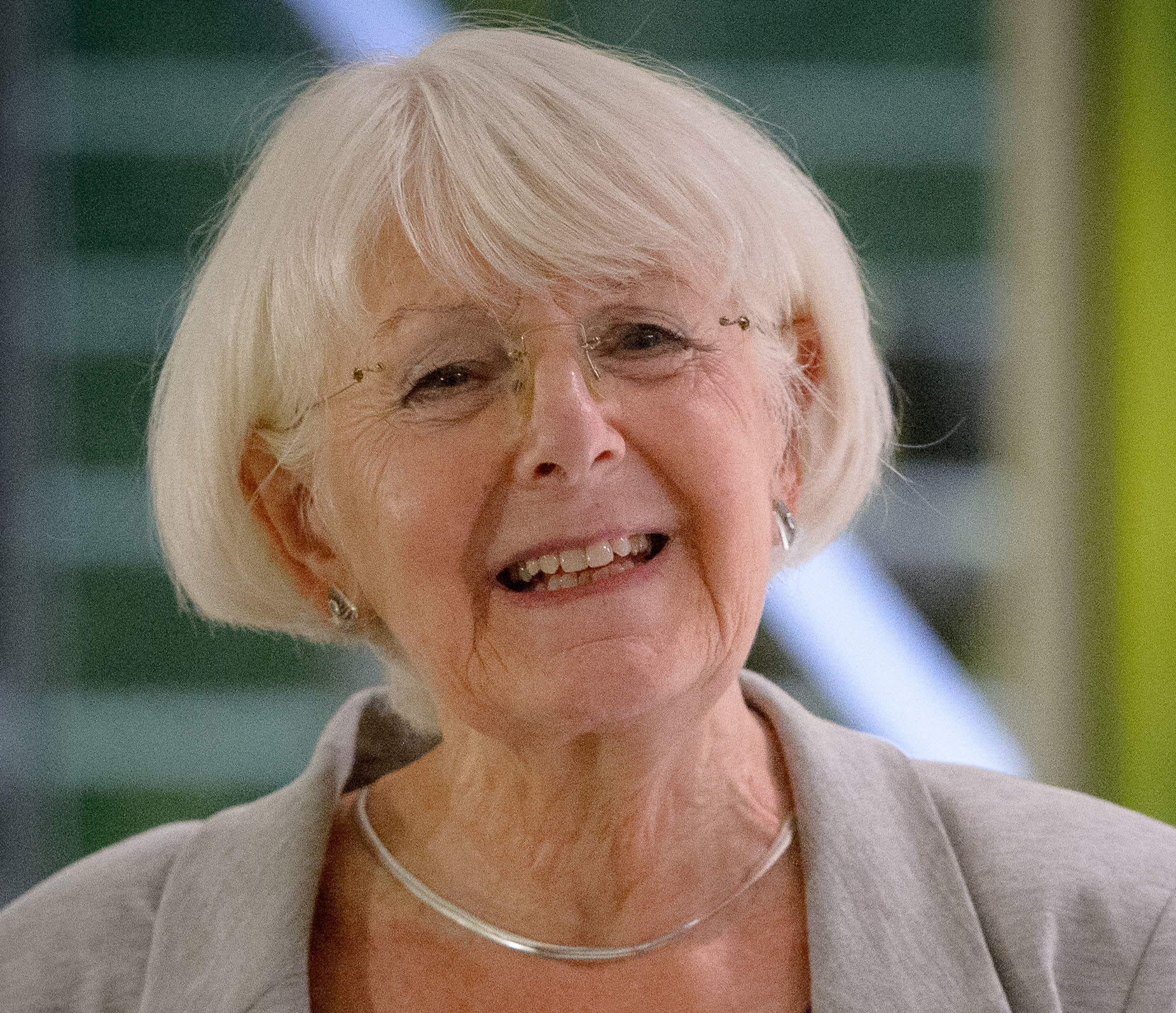
Sybille Volkholz, 2015

Sybille Volkholz (* 17. März 1944 in Dramburg, Pommern) ist eine deutsche Bildungsexpertin und ehemalige Berliner Senatorin. Sie ist Gründerin der Berliner Lesepaten, das ehrenamtliche Helfer mobilisiert, um Kinder beim Lesenlernen zu unterstützen.

## Leben
Sybille Volkholz wuchs mit ihren zwei Schwestern im Ruhrgebiet auf. In Münster studierte sie Soziologie und zog 1967 nach Berlin, wo sie seitdem lebt. Von 1972 bis 1989 war Volkholz als Lehrerin an einer Hauptschule und einer Berufsfachschule für Erzieher tätig.

## Wirken
Schon während ihres Lehramtsstudiums und des Lehramtsreferendariats war Volkholz politisch aktiv, viele Jahre in der GEW Berlin, deren stellvertretende Landesvorsitzende sie von 1979 bis 1989 war.
Nach dem Wahlsieg der Berliner SPD unter Walter Momper im März 1989 und der anschließenden Bildung der Koalition zwischen SPD und der Alternativen Liste für Demokratie und Umweltschutz (AL) wurde Volkholz für die AL als Senatorin für Schulwesen, Berufsbildung und Sport in den Senat von Berlin berufen. Die Räumung der Mainzer Straße in Friedrichshain im November 1990 durch den SPD-Innensenator Erich Pätzold war Anlass für die AL, die Regierungsbeteiligung zu beenden. Volkholz trat mit den anderen beiden AL-Senatorinnen Anne Klein und Michaele Schreyer zurück, sodass der Momper-Senat seine Mehrheit verlor. Nach den anschließenden Neuwahlen vertrat Volkholz als bildungspolitische Sprecherin die AL, ab 1993 die Grünen (Nachfolgeorganisation der AL, deren Mitglied sie seit 1990 war) bis 1999 im Abgeordnetenhaus von Berlin.
Von 2000 bis 2004 leitete Volkholz die Bildungskommission der Heinrich-Böll-Stiftung und das Projekt „Partnerschaft Schule – Betrieb“ der Industrie- und Handelskammer Berlin. Von 2005 bis 2015 organisierte sie mit dem Verein Berliner Kaufleute und Industrieller (VBKI) das „Bürgernetzwerk Bildung“ (jetzt: „Berliner Lesepaten“), das ehrenamtliche Lesepaten an Grund- und Sekundarschulen in schwieriger Lage vermittelt. Seit 2013 leitet sie den Fachbeirat Inklusion in Berlin, welcher die Senatsverwaltung für Bildung, Jugend und Familie beim Umsetzungsprozess zur inklusiven Schule in Berlin berät.
Volkholz gründete das Projekt Berliner Lesepaten, womit sie einen bedeutenden Beitrag zur Bildung und Leseförderung in Deutschland leistete. Durch dieses Projekt werden ehrenamtliche Helfer mobilisiert, um Kinder, insbesondere in Grundschulen, beim Lesenlernen zu unterstützen und ihnen bessere Bildungschancen zu ermöglichen. Volkholz’ Initiative hat bundesweit Anerkennung gefunden und zeichnet sich durch eine außergewöhnliche Reichweite aus, indem tausende Freiwillige jährlich hunderttausende Stunden in die Leseförderung investieren. Das Projekt zielt darauf, Kindern aus benachteiligten Verhältnissen mehr Chancen auf Erfolg zu bieten.

## Ehrungen
- Am 2. Februar 2011 wurde sie mit dem Bundesverdienstkreuz am Bande ausgezeichnet.[4][5][6]
- 2016: Stadtälteste von Berlin